# Allopauropus simulans
Allopauropus simulans är en mångfotingart som först beskrevs av Hansen 1901.  Allopauropus simulans ingår i släktet småfåfotingar, och familjen fåfotingar. Inga underarter finns listade i Catalogue of Life.